# (6940) 1972 HL1
1972 إتش أل 1 (ويعرف أيضًا باسم (6940) 1972 إتش أل 1 وفق تسمية الكوكب الصغير) (بالإنجليزية: 1972 HL1)‏ هو كويكب ضمن حزام الكويكبات؛ وترتيبه 6940 من حيث الاكتشاف.
اكتُشف هذا الجُرم الفلكي بواسطة كارلوس توريس في 19 أبريل 1972.

## وصلات خارجية
- (6940) 1972 HL1 في قاعدة بيانات مختبر الدفع النفاث لأجرام النظام الشمسي الصغيرة

- الاكتشاف · مخطط المدار ·  العناصر المدارية · المعلمات المادية

- (6940) 1972 HL1 على موقع ويكي سكاي: DSS2, SDSS, GALEX, IRAS, Hydrogen α, X-Ray, Astrophoto, Sky Map, Articles and images